# Resistència física
La resistència física és la capacitat de l'organisme que permet mantenir un esforç físic d'intensitat moderada o alta durant un temps prolongat i endarrerir el cansament que l'exercici provoca. Aquesta capacitat física està directament relacionada amb el consum de trifosfat d'adenosina, ja que l'energia que necessita la fibra muscular per realitzar les contraccions que permeten el moviment, l'obtenim de la hidròlisi dels enllaços fosfòrics de l'ATP (ATP → ADP + P + energia). La intensitat i el volum de l'exercici físic determinarà la via d'obtenció d'ATP (per la posterior hidròlisi) que l'organisme utilitzarà i conseqüentment el tipus de resistència que s'estarà treballant.

## Tipus de resistència
Per entendre com es classifica aquesta qualitat s'ha de saber que la clau és l'arribada d'oxigen a la nostra musculatura. L'oxigen és fonamental en la realització de l'exercici físic. Segons les característiques d'aquest últim, l'oxigen que el nostre organisme assimila pot ser o no ser suficient. Això ens porta a diferenciar els dos següents tipus de resistència.

### Resistència aeròbica
És la capacitat per sostenir un esforç, amb equilibri entre aportació i consum d'oxigen, durant el major temps possible. Però amb intensitat moderada, la quantitat d'oxigen que s'utilitza és igual al que absorbeix; hi ha un equilibri corporal major.

### Resistència anaeròbica
És el tipus de resistència que apareix durant un esforç físic d'una gran intensitat, en què el subministrament de l'oxigen al teixit muscular no és suficient per a realitzar les reaccions químiques d'oxidació que es necessitarien per cobrir la demanda energètica d'aquest esforç.
Al seu torn, hi ha dos tipus de resistència anaeròbica:

#### Resistència anaeròbica alàctica
Els esforços són intensos i de molt curta durada (0-16 s). La presència d'oxigen és pràcticament nul·la. La utilització de substrats energètics (ATP, PC) no produeix substàncies de rebuig (àcid làctic).

#### Resistència anaeròbica làctica
Esforços intensos i de curta durada (1 min-2 min). La utilització de substrats energètics produeix substàncies de rebuig (àcid làctic) que es van acumulant i causen de forma ràpida una reacció coneguda com a fatiga.

## Sistemes d'entrenament
L'adaptació més important que es produeix en l'organisme amb l'entrenament de la resistència és la millora i reforç del sistema cardio-respiratori. El treball de resistència produeix adaptacions funcionals al cor: mentre que l'entrenament aeròbic engrandeix les parets i la cavitat interna del cor, l'entrenament anaeròbic provoca l'engrossiment de la paret del múscul cardíac. D'aquesta manera, com més gran i més fort sigui el cor, més quantitat de sang podrà bombar en cada pulsació.
La millora planificada de la resistència s'ha de dur a terme utilitzant els sistemes d'entrenament que fan servir diferents intensitats. L'esforç es treballa combinant períodes curts, mitjans o llargs, a ritmes constants o variables i en diferents superfícies o espais. En general hi ha tres sistemes d'entrenament diferents.

### Sistemes continus
Són aquells mitjançant els quals es fa un determinat esforç sense cap pausa. Els podem treballar a partir de diferents mètodes:
- Cursa contínua de curta, mitjana i llarga durada amb ritme invariable: Consisteix a córrer a una intensitat lleugera, amb un ritme constant d'execució en què les pulsacions per minut se situen entre 140-150. S'acostuma a dur a terme en un terreny pla. Aquest mètode és molt important per al desenvolupament de la resistència, ja que permet quantificar i regular la càrrega física, ja sigui controlant el temps de durada de la cursa o la distància a recórrer o tots dos. Les curses contínues faciliten el constant funcionament de tots els òrgans i sistemes, mantenen els processos de síntesi d'energia, el que garanteix una major adaptació de l'organisme i amb això una major disposició per al treball. Aquest mètode és utilitzat per esportistes de totes les especialitats a l'inici de qualsevol preparació, a l'etapa de preparació física general de qualsevol esport. També es fa servir en la primera part d'un escalfament. Exemple de l'ús d'aquest sistema és la realització d'una carrera de 5000 m llisos en un temps que oscil·li entre els 20 i 25 minuts, per a un atleta juvenil masculí que practiqui algun esport amb pilota, que correspon a una intensitat del 50%.

- Entrenament Fartlek o cursa contínua de curta, mitjana i llarga durada amb ritme variable: Joc de velocitat. Consisteix a fer diversos exercicis, tant aeròbics com anaeròbics, principalment exercicis de velocitat, caracteritzats pels canvis de ritme realitzats a intervals. Hi ha diverses maneres de realitzar-lo (lliure orientat, especial, liderat) i normalment en terreny pla, encara que hi ha variants de pràctica a la natura, en terrenys irregulars (Cross country, Trail running). Exemple: s'indica als atletes que han de córrer en els trams corbs de la pista i trotar suaument en les rectes.

- Entrenament total: En essència és la suma de la cursa contínua, el fartlek i diversos exercicis gimnàstics. Les seves característiques principals són els desplaçaments a ritme moderat, els canvis de ritme i els exercicis de salts, llançaments, equilibris, girs.

### Sistemes discontinus
Són els que es caracteritzen per dividir la càrrega de l'entrenament en parts i pauses de recuperació entre aquestes. Aquesta pausa de recuperació pot ser parcial o total, cosa que depèn del sistema de desenvolupament de la condició física buscada, és a dir, segons els objectius programats, Aquesta forma de treball produeix diferents tipus d'estimulació en tot l'organisme, permetent una major variabilitat en el potencial d'entrenament i una àmplia capacitat d'adaptació per a realitzar treball de resistència. Es treballa sota diferents mètodes.
- Entrenament fraccionat: Consisteix a repetir esforços d'intensitat submàxima (75-90% de la capacitat física), separats per una pausa de descans, en la qual la recuperació és incompleta (al voltant de les 120 pulsacions per minut).

- Repeticions: Es tracta de repetir esforços d'intensitat màxima o submàxima (95-100% de la capacitat personal), separats per una pausa de descans, en la qual la recuperació és total en els àmbits cardíac i respiratori (al voltant de les 90 pulsacions per minut).

### Sistemes mixtos
Són aquells que relacionen els sistemes continus i els discontinus.
- Circuits: Consisteix a fer un nombre determinat d'activitats que es duen a terme en un lloc anomenat estació. Es comença per una estació determinada i es finalitza després de passar per totes les altres. A cada estació, l'activitat es repeteix el nombre de vegades que pot ser fix o variable en funció del tipus del circuit.

- Exercicis dinàmics i variats en el lloc: aquest tipus d'entrenament garanteix el desenvolupament de la resistència de l'organisme i eficaç per a molts esports. Com a exemples estan trotar en el lloc, saltar la corda, salts en el lloc